# Tomba di Galerio
La tomba di Galerio a Salonicco è un mausoleo romano di forma circolare, trasformato in chiesa, la cosiddetta "rotonda di San Giorgio", sotto Teodosio I. La rotonda (in greco Ροτόντα Rotónda) di Galerio a Salonicco, in seguito fu chiamata Hagios Geórgios 
(Άγιος Γεώργιος) in onore della cappella di San Giorgio di fronte, è una struttura a cupola di epoca romana costruita in connessione con l'Arco di Galerio. L'edificio situato a nord di via Egnazia, a est del centro città, noto anche come Rotonda di San Giorgio, è stato nominato dai viaggiatori nel XVIII e XIX secolo. In epoca turca si chiamava Eski Metropol. La rotonda fa parte del patrimonio culturale mondiale UNESCO dei monumenti paleocristiani e bizantini di Salonicco.

## Descrizione

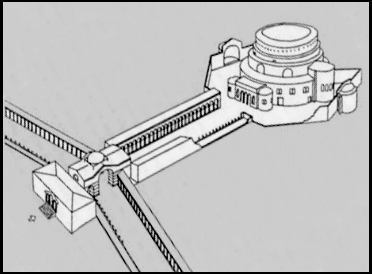
Ricostruzione della rotonda annessa al complesso dell'arco di Galerio

L'edificio appartiene ad un nucleo che comprende il palazzo e l'ippodromo, come riscontrato ad esempio a Spalato, Costantinopoli e Nicomedia. Non fu mai utilizzato: il corpo di Galerio infatti, ormai già decomposto a causa di una gangrena che lo portò alla morte, fu interrato in Dacia. Come nel caso della colonna di Traiano, che accoglieva nel basamento le ceneri di Traiano, la tomba imperiale fu collocata eccezionalmente all'interno delle mura cittadine. 
Costruita nel 306 come edificio di culto per i Cabiri o per Giove o come mausoleo per il tetrarca Galerio, la rotonda, le cui pareti interne erano originariamente rivestite da una finta architettura marmorea, presenta una cupola piatta in laterizio alta 29,80 metri interrotta da un oculo, con un diametro interno di 24,50 metri, che all'epoca della costruzione era la cupola in laterizio più grande del mondo. Le pareti, attraversate da sei finestre, hanno uno spessore di 6,30 metri.
L'edificio fu probabilmente convertito nel IV secolo sotto l'imperatore Costantino I o Teodosio I in una chiesa cristiana dedicata agli Incorporei (Asomaton; ναός των Ασωμάτων), che a volte fungeva da chiesa metropolitana ed era decorata con mosaici. 
Nel 1590 la rotonda fu trasformata in moschea (Hortaç Efendi Camii) e all'edificio fu aggiunto un minareto. Gli oggetti di valore e le icone furono trasferiti nella piccola Cappella di San Giorgio a ovest della Rotonda. 
Quando Salonicco passò sotto il dominio greco nel 1912, la rotonda divenne di nuovo una chiesa, ma nel 1917 divenne il Museo macedone. Il minareto era l'unico rimasto a Salonicco. Nel 1978 l'edificio fu danneggiato da un terremoto e da allora è stato restaurato. Nel 1999 la rotonda è stata riaperta come museo, anche se la Chiesa greco-ortodossa rivendica ancora l'edificio. Nell'abside orientale si trova ancora un altare consacrato.

## Mosaici
I mosaici della rotonda sono considerati i più antichi mosaici parietali dell'Oriente cristiano, alcuni dei quali sono puramente ornamentali (ottagoni con uccelli e pesci nella nicchia sud-est, cerchi che si intersecano nella nicchia ovest, tappeti nella nicchia sud). I mosaici della cupola su fondo oro sono suddivisi in tre zone: 15 figure conservate di martiri in ampie vesti (tra cui Anania, Romano, Aristarco, Cirillo, Basilisco, Leone, Filippo, Prisco, Cosma e Damiano) davanti a pavoni seduti, finte architetture animate con foglie d'acanto e strisce ornamentali, apostoli e angeli frammentari e Cristo trionfante (non conservato).

## Galleria d'immagini

Pianta dell'originale mausoleo del culto imperiale di epoca tetrarchica
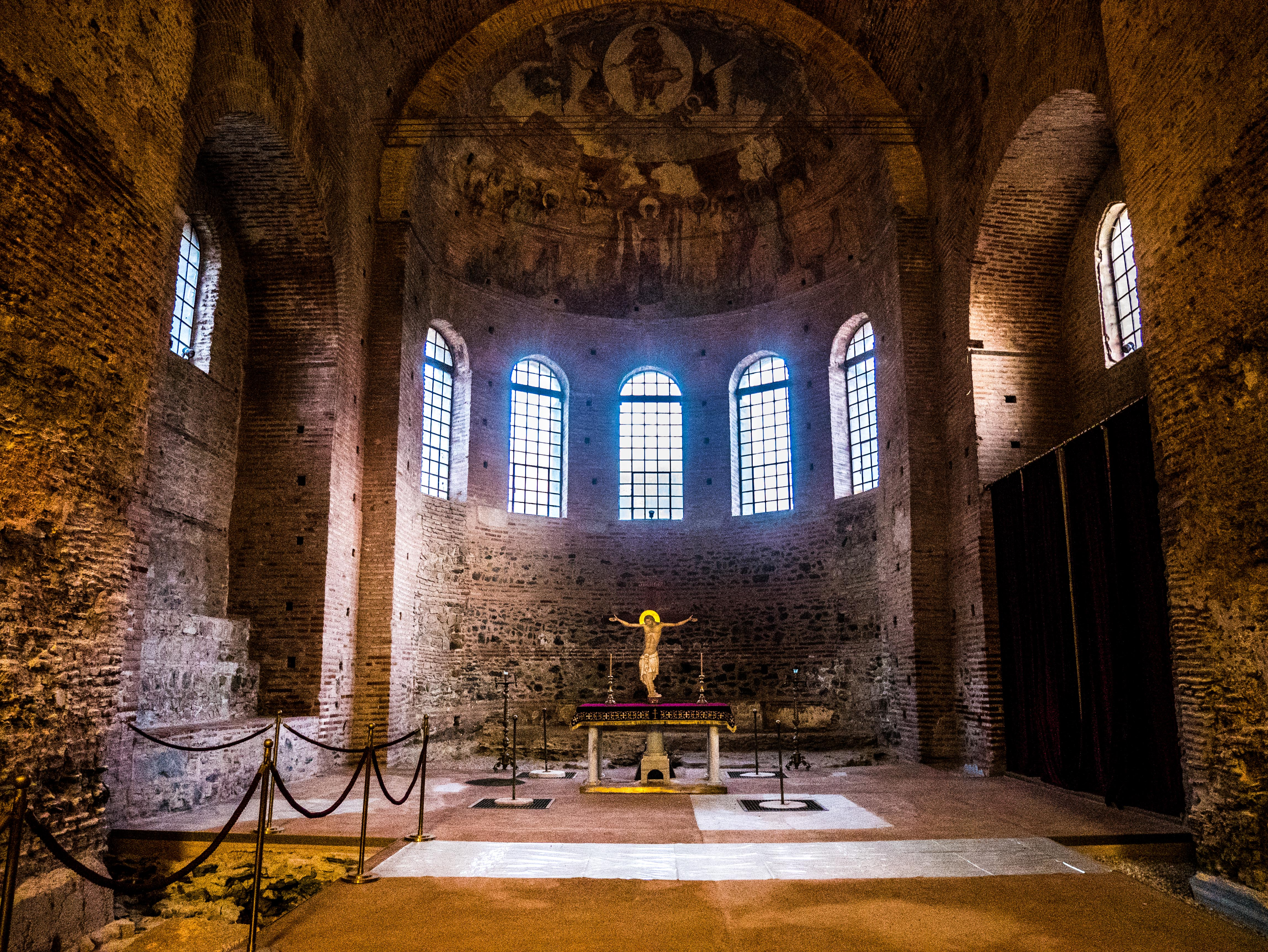
Interno
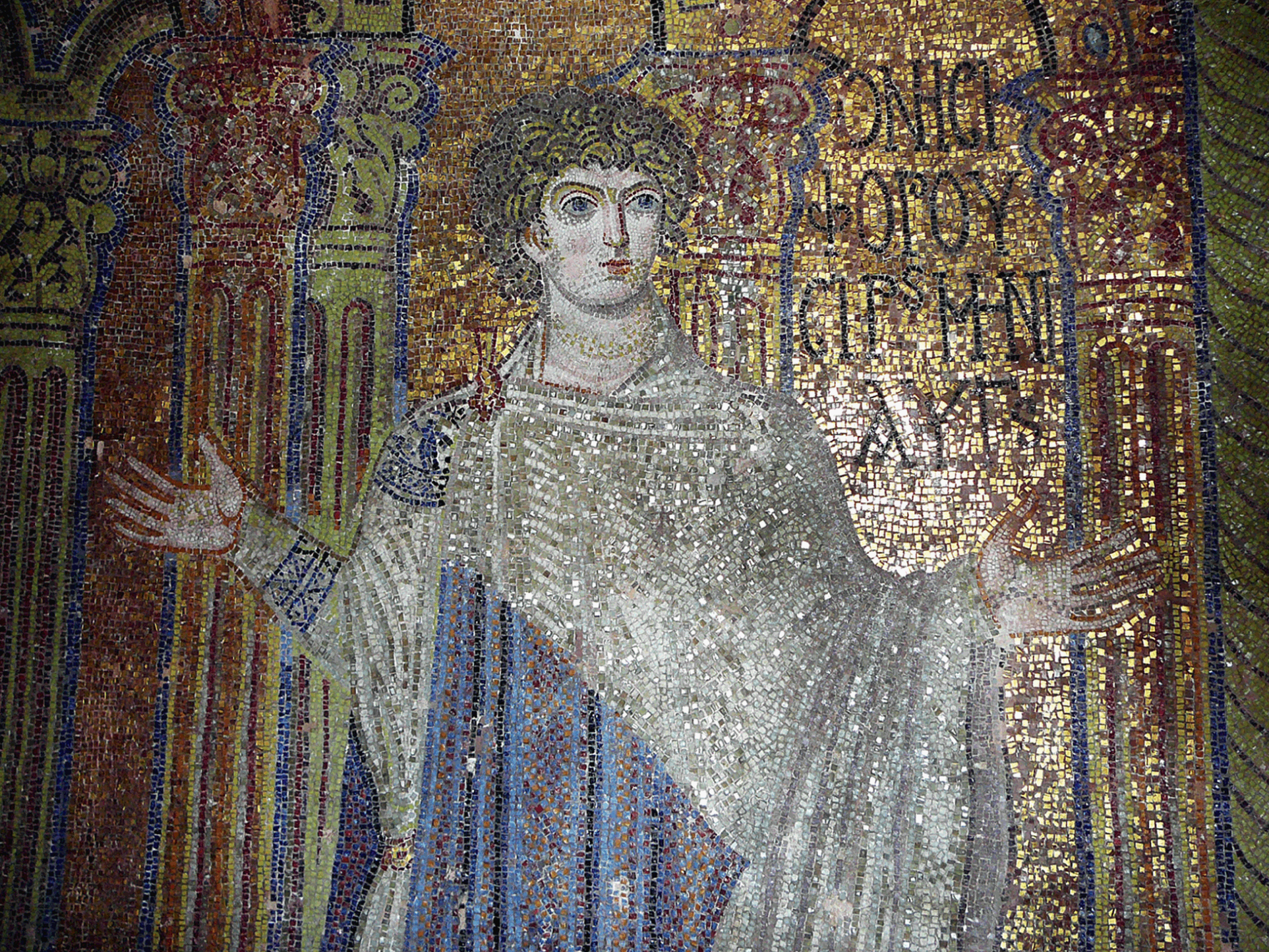
Mosaici della volta
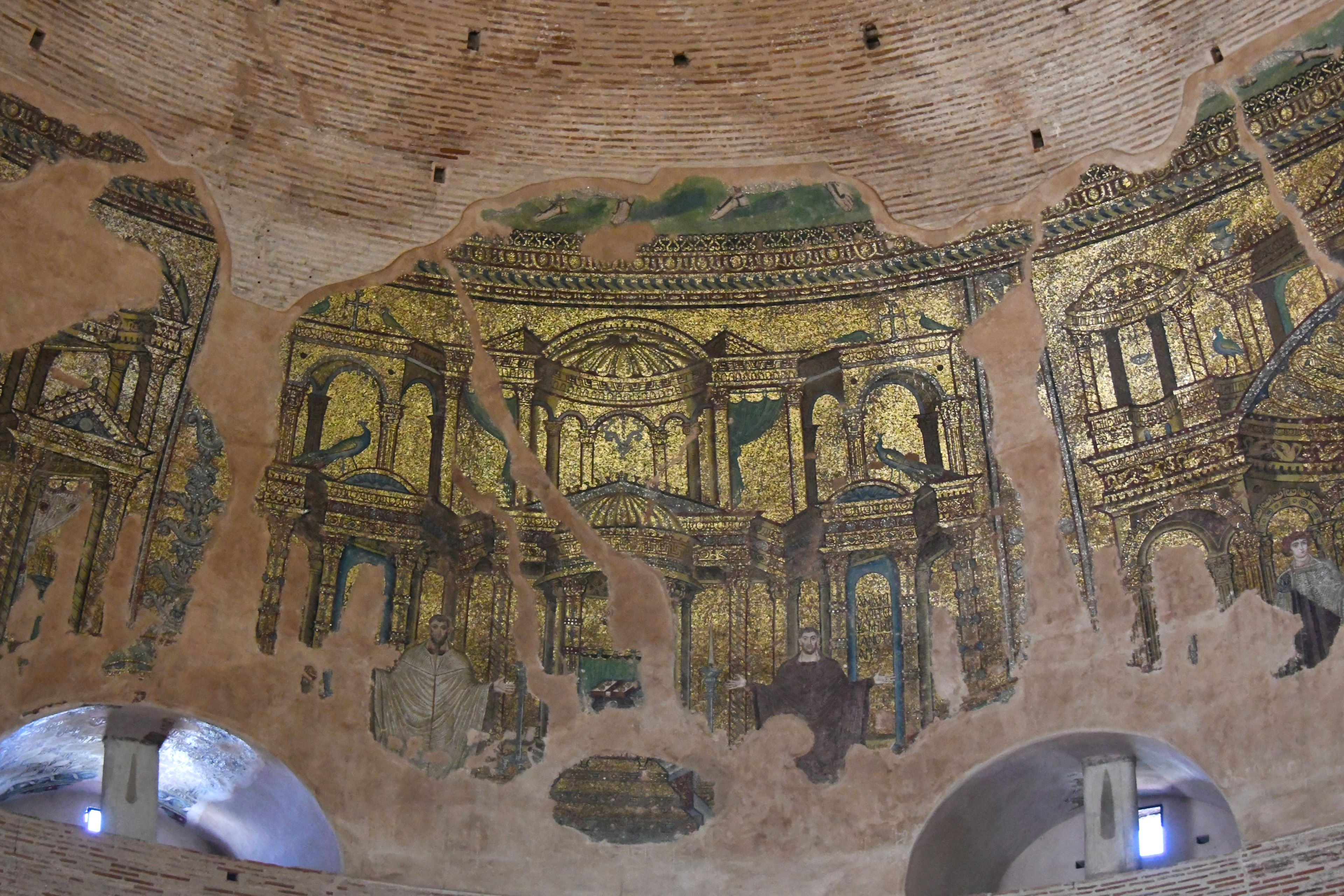
Mosaico rappresentante i Santi Cosma e Damiano
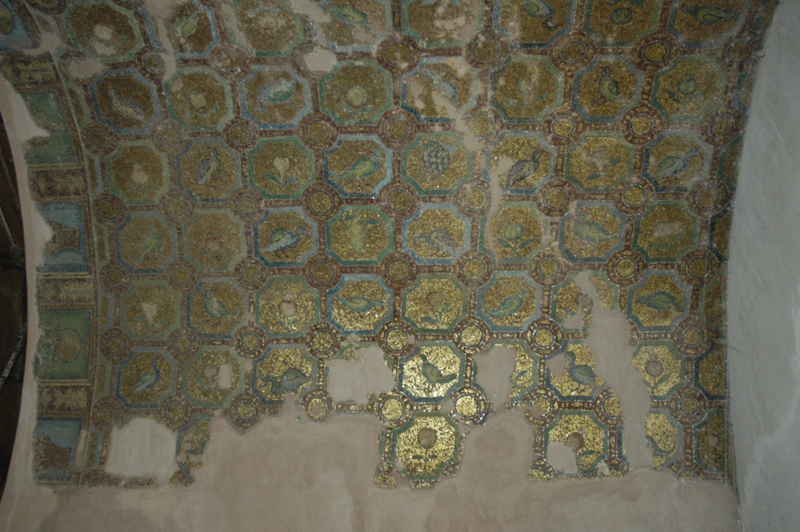
Mosaico dell'interno